# Moosheim (Rossau)
Moosheim ist ein Ortsteil der Gemeinde Rossau im Landkreis Mittelsachsen (Freistaat Sachsen). Er wurde am 1. Januar 1994 eingemeindet.

## Geografie

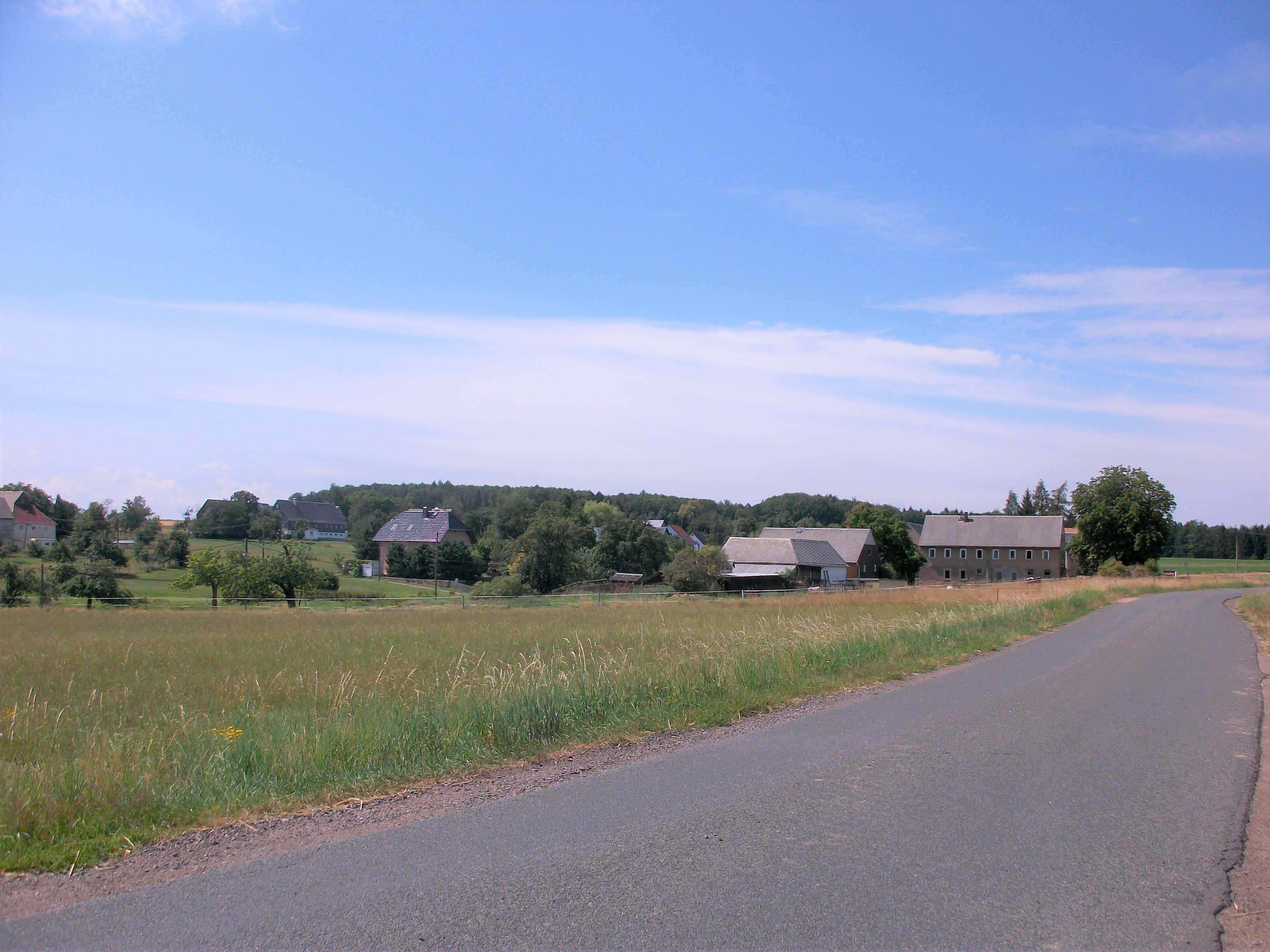
Ortsansicht von Moosheim

### Geografische Lage
Moosheim befindet sich im nordöstlichen Gemeindegebiet von Rossau am Nonnenwald westlich der Bundesstraße 169. Der im Ort entspringende „Feldbach“ entwässert in die Striegis.

### Nachbarorte
|            | Greifendorf                                 |             |
| Oberrossau | Kompassrose, die auf Nachbargemeinden zeigt | Greifendorf |
|            | Oberrossau                                  | Schlegel    |

## Geschichte

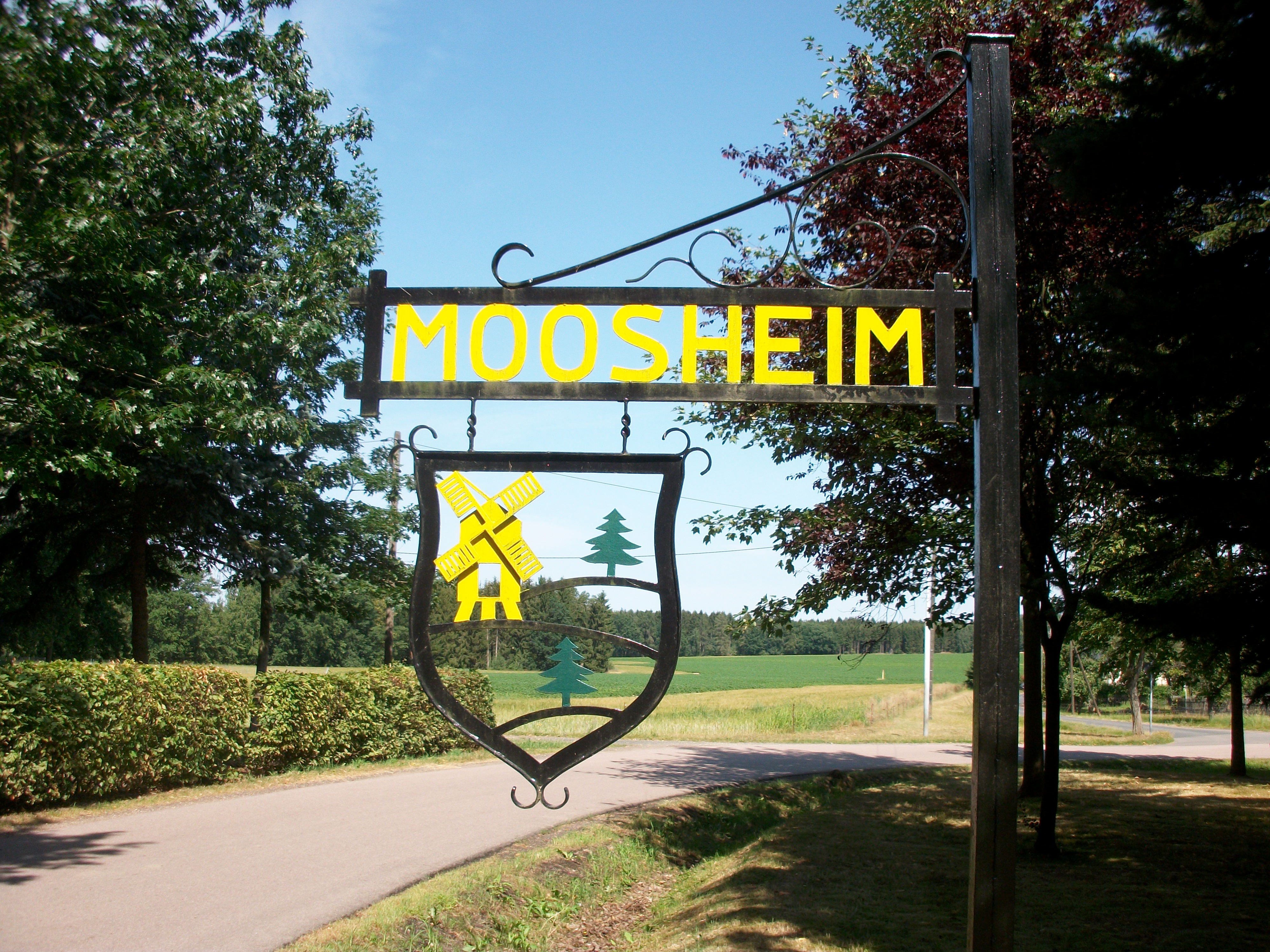
Moosheim, Ortseingang

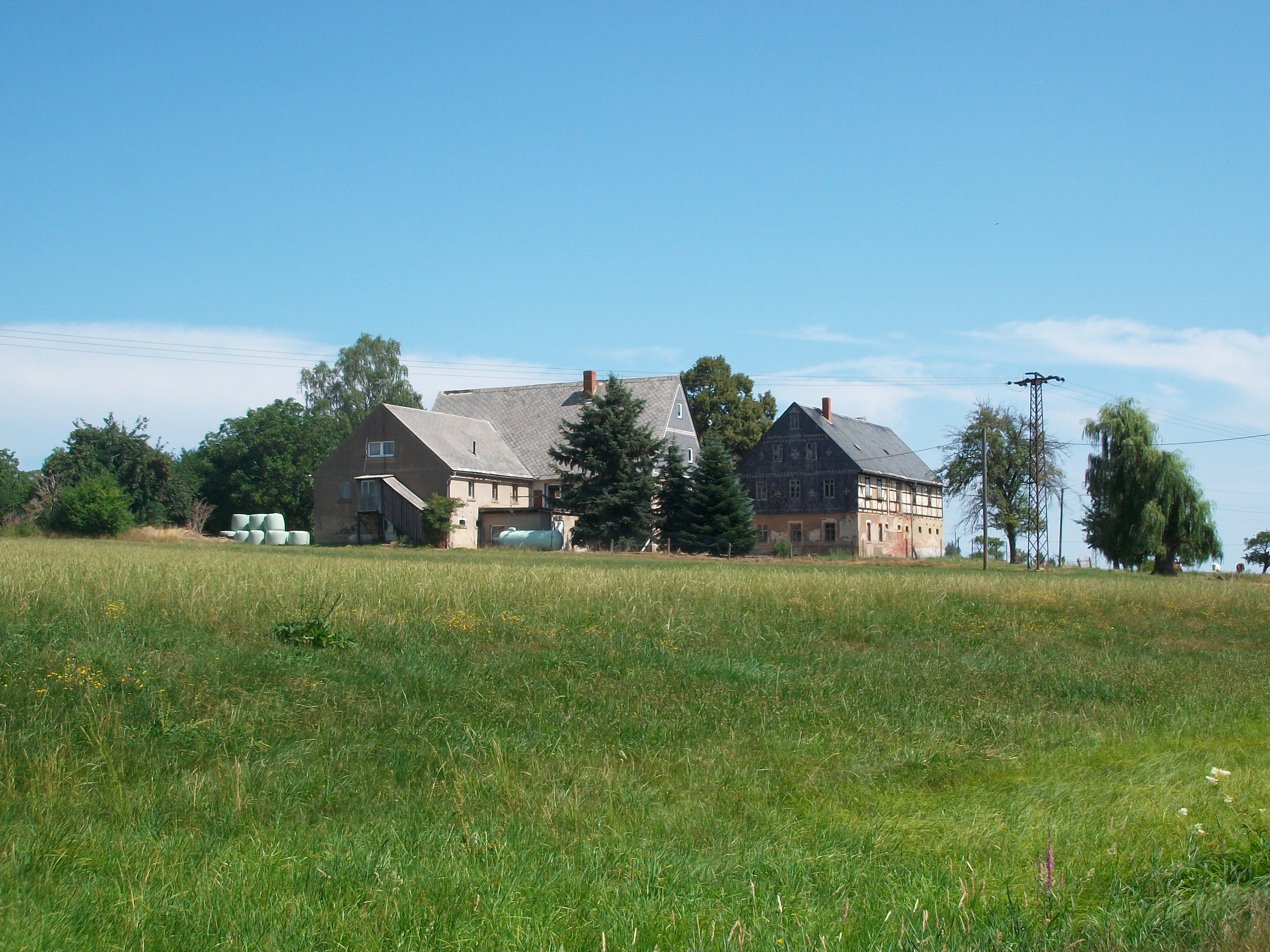
Bauerngut in Moosheim

Moosheim wurde im Jahr 1350 als „Mosheym“ erwähnt. Der Ort gehörte zunächst zum Bezirk der Burg Döbeln, das darum liegende Gebiet jedoch zum Kloster Altzella (späteres Amt Nossen). Im Jahr 1543 verkaufte Herzog Moritz das zum säkularisierten Kloster Döbeln gehörige Vorwerk und Dorf Grünberg nebst Höckendorf, Meinsberg und Moosheim samt dem Nonnenwald an Georg von Carlowitz (1544–1550), den neuen Besitzer der Herrschaft Kriebstein. Die Grundherrschaft über Moosheim übte seitdem die Burg Kriebstein aus. 1588 erwarb der sächsische Kurfürst Christian I. die Carlowitzschen Besitzungen der ehemaligen Herrschaft Kriebstein und integrierte sie ins Amt Rochlitz. Somit gehörte Moosheim bis 1856 als Exklave im Amt Nossen zum kursächsischen bzw. königlich-sächsischen Amt Rochlitz. Bei den im 19. Jahrhundert im Königreich Sachsen durchgeführten Verwaltungsreformen wurden die Ämter aufgelöst. Dadurch kam Moosheim im Jahr 1856 unter die Verwaltung des Gerichtsamts Roßwein und 1875 an die neu gegründete Amtshauptmannschaft Döbeln.
Durch die zweite Kreisreform in der DDR im Jahr 1952 wurde Moosheim dem Kreis Hainichen im Bezirk Chemnitz (1953 in Bezirk Karl-Marx-Stadt umbenannt) angegliedert, der ab 1990 als sächsischer Landkreis Hainichen fortgeführt und 1994 dem neu gebildeten Landkreis Mittweida zugeteilt wurde. Am 1. Januar 1994 wurde Moosheim in die Gemeinde Rossau eingemeindet. Seit 2008 gehört die Gemeinde Rossau mit ihren Ortsteilen zum neu gebildeten Landkreis Mittelsachsen.

## Sehenswürdigkeiten
- Alpakafarm am Nonnenwald[5]